# Östersundomin suurpiiri
Le Superdistrict d'Östersundom (en finnois : Östersundomin suurpiiri, en suédois : Östersundoms stordistrikt) est le superdistrict numéro 7 du Nord-Ouest d'Helsinki.
Il a 2095 habitants.
Il a été créé en 2009 en prenant des territoires de Vantaa et de Sipoo.